# Park Won-soon
Park Won-soon (* 26. März 1956 in Changnyeong, Gyeongsangnam-do, Südkorea; † 9. Juli 2020 in Seoul) war ein südkoreanischer Menschenrechtsaktivist und von 2011 bis zu seinem Tod Bürgermeister der Hauptstadt Seoul. Zuvor war er Staats- und Rechtsanwalt. Ab 2012 gehörte er der im Jahr 2011 gegründeten Minju-tonghap-Partei (민주통합당, Demokratische Vereinte Partei) an, die sich 2013 in Minju-Partei (민주당, Minju-dang, Demokratische Partei) umbenannte.

## Studium und Beruf
Park wurde zunächst für ein Studium an der Fakultät für Sozialwissenschaften an der Seoul National University zugelassen, wo er ein Jahr lang studierte. Aufgrund der Teilnahme an der Studentenbewegung im Jahr 1975 gegen die diktatorische Regierung von Park Chung-hee wurde er exmatrikuliert. Obwohl seine Exmatrikulierung später wieder aufgehoben wurde, nahm er sein Studium dort nicht wieder auf, sondern studierte an der Dankook University, wo er 1979 einen Bachelor in Geschichte erhielt. 
1980 absolvierte er die juristische Staatsprüfung und war im Anschluss bei der Staatsanwaltschaft in Daegu tätig. Ab 1982 machte er sich als Rechtsanwalt selbstständig und errichtete ein Institut für Geschichtsforschung. 1991 erwarb er ein Diplom in internationalem Recht an der London School of Economics and Political Science. Später war er als Gastforscher an der Harvard University tätig.

## Menschenrechtsaktivist
Park war über 30 Jahre ein Aktivist für soziale Gerechtigkeit und Menschenrechte. Sein Aktivismus entstand Ende der 1970er Jahre während seiner Zeit an der Seoul National University, als er gegen die Politik von Präsident Park Chung-hee protestierte und deswegen vier Monate ins Gefängnis musste. Hierdurch verpasste er einige seiner Jurakurse, bestand aber trotzdem die Anwaltsprüfung. Danach wurde er Menschenrechtsanwalt. 2006 erhielt er den Ramon-Magsaysay-Preis in der Kategorie Public Service.

## Bürgermeister von Seoul
Park wurde am 26. Oktober 2011 als unabhängiger Kandidat zum 35. Bürgermeister von Seoul gewählt. Dabei wurde er von der im Jahr 2008 gegründeten Minju-Partei (민주당, Demokratische Partei) und der Minju-nodong-Partei (민주노동당, Demokratische Arbeiterpartei) unterstützt. Auch der unabhängige Politiker Ahn Cheol-soo verzichtete zunächst auf eine eigene Kandidatur und unterstützte ihn später. Am 23. Februar 2012 trat Park der Minju-tonghap-Partei (민주통합당, Minju-tonghap-dang, Demokratische Vereinte Partei) bei, die 2013 in Minju-Partei (민주당, Minju-dang, Demokratische Partei) umbenannt wurde und sich 2014 der Sae-jeongchi-minju-yeonhap (새정치민주연합, Neue politische Allianz für Demokratie) anschloss. Als Kandidat der Allianz wurde Park bei den Bürgermeisterwahlen am 4. Juni 2014 im Amt bestätigt. Eine weitere Wiederwahl erfolgte im Juni 2018. Damit begann seine dritte und letzte Amtszeit als Bürgermeister, dessen Amt auf drei Perioden begrenzt ist. 2020 gab er die Ziele des Green New Deals der Stadt Seoul bekannt.
Am 8. Juli 2020 erhob eine ehemalige Sekretärin Parks eine Anschuldigung gegen ihn bei der Seouler Polizei wegen sexueller Belästigung.
Am 10. Juli 2020 wurde Park kurz nach Mitternacht am Fuße des Bugaksan nahe dem historischen Stadttor Sukjeongmun von einem Suchtrupp tot aufgefunden. Seine Tochter hatte ihn am Nachmittag des Vortags als vermisst gemeldet. In Parks Wohnung wurde ein letzter Wille gefunden. Darin bedankte sich Park bei allen, die ihn in seinem Leben begleitet hatten, bat um Vergebung und wünschte sich, eingeäschert zu werden. Die Asche solle auf dem Grab seiner Eltern verstreut werden.

## Persönliches
Park war Buddhist. Er war verheiratet und Vater einer Tochter und eines Sohnes. 2016 wurde er Ehrenbürger der Stadt Montreal.

## Schriften
- 2002: Korea’s Civil Movements: The Bed of Procrustes – Dangdae
- 2010: Villages Are Schools – Geomdungso
- 2010: The Condition of the Beautiful World – Hankyoreh
- 2011: How Does Oliver Cook the World? – An e-magazine
- 2011: Village Companies – Geomdungso
- 2011: 1,000 Jobs That Changed the World – Munhak Dongne
- 2011: Dictionary of Beautiful Value – Wisdom House
- 2011: Ecology Is the Answer for Villages – Geomdungso